# Ismailije
Ismailije (ar. الإسماعيلية ; perz. اسماعیلیان), islamski šiitski pokret. 

## Povijest
Ismailije su se pojavile u 8. st. kao tajno naučavanje. Počeo ju je širiti Abdallah ibn Maimum u 9. stoljeću. Za razliku od imameta (duodecimalni šiizam), ismailije se zaustavljaju kod sedmog imama, potomka Alija, Ismaila ibn Džafera, pa se zbog toga njihova sljedba i naziva ismailija. Nekada su smatrani ekstremnim šiitskim krilom. Nastoje dati ezoteričko tumačenje Kurana, a sedam imama smatraju emanacijom inteligencije koja stvara svijet a proizlazi iz nepristupačnoga Boga. Postoji znatna razlika između duodecimalnih šiitskih i ismailijskih ideja o imamu, koja odražava njihova različita teološka stajališta, dok to sunije ne prihvataju. Za njih, ta se riječ odnosi samo na predvodnika u molitvi.
Prva dinastija u islamu, Omejidi, susrela se s političkim otporom od onih kojima je omejidijska politika arapske nadmoći bila nepodnošljiva. Snage otpora su svoje liderstvo često tražile u potomcima Alija i Fatime. Zbog toga se na Džafera es-Sadika otvoreno gledalo kao na najpogodnijeg lidera otpora i zbog političke i zbog vjerske prirode. Za šiite Džafer es-Sadik je bio šesti imam, te šesti nositelj duhovnog i vjerskog autoriteta koje je naslijedio od Alija. Međutim, Džafer es-Sadik je bio učenjak koji nije pokazivao osobnu tendenciju da vodi pokret. Njegov najstariji sin Ismail, trebao je naslijediti Džaferov autoritet da nije umro prije svog oca. U ovom trenutku glavnina šiita je prvo gledala u Abdullaha, drugog Džaferovog sina, a kada je i on umro, poglede su usmjerili prema trećem sinu, Musau el-Kazimu, kao legitimnom nasljedniku. Od Ismailovih nasljednika su nastali duodecilmani šiiti, dok se od Ismaila nastale ismailije. Nazvani su sebijama (sedmaci) ili ismailijama, jer su obznanili da je Ismail sedmi imam, i da je, s brojem sedam, ciklus sada kompletiran, oglašavajući time novi početak i svježiju doktrinu. U 11. st. ismailije se se razdvojile u tri skupine: istočne (koji nisu više "sedmaci" jer priznaju imamsku lozu do sadašnjega age kana u Indiji, Afganistanu i Tadžikistanu), zapadne (Egipat, Jemen) i druze (Libanon, Sirija, Palestina). Danas ima oko 20 milijuna ismailija, razasutih po Dalekom i Bliskom istoku Bliskom istoku i Africi (u Indiji, Pakistanu, Iranu, Siriji, Tanganjiki, Keniji, Ugandi i dr.).

## Vanjske poveznice
- Aga Khan Development Network
- Listen to Ismaili Qasida
- "Ismaʿilism" at the Encyclopaedia Iranica